# 마에다 오사무
마에다 오사무(일본어: 前田 治, 1965년 9월 5일 ~ )는 일본의 전 축구 선수이다.

## 구단 경력
1988년 일본 사커 리그의 전일본공수(요코하마 플뤼겔스)에 입단했다. 1989년에 일본 사커 리그 준우승. 1993년에 천황배 우승을 차지했다. 1996년까지 164경기에 출전하여, 45득점을 넣었다. 1996년후 현역 은퇴.

## 국가대표팀 경력
그는 1988년 1월 27일 아랍에미리트과의 경기에서 일본 국가대표팀에 데뷔했다. 1988년 AFC 아시안컵에도 출전했다. 그는 1989년까지 국제 A매치 통산 14경기에 출전, 6득점을 넣었다.

## 통계
| 일본 | 일본 | 일본 |
| 연도 | 출전 | 득점 |
| ---- | ---- | ---- |
| 1988 | 5    | 1    |
| 1989 | 9    | 5    |
| 통산 | 14   | 6    |